# Unlimited Love
Unlimited Love is het twaalfde studioalbum van de Amerikaanse rockband Red Hot Chili Peppers. Het is uitgebracht onder Warner Records op 1 april 2022. Het is geproduceerd door Rick Rubin, die al eerder grote albums opnam met de band. Unlimited Love is het eerste album sinds de terugkeer van gitarist John Frusciante in 2019, die in 1988–1992 en 1998–2009 al eerder in de band speelde.

## Achtergrond en productie
Na de tour van het vorige album, The Getaway, begon Red Hot Chili Peppers te schrijven aan nieuwe muziek met gitarist Josh Klinghoffer. Zanger Anthony Kiedis en bassist Flea waren echter ontevreden met de voortgang. Hierop werd John Frusciante door Flea op het idee gebracht om terug te keren in de band. Op 15 december 2019 werd de wisseling van gitarist naar buiten gebracht.
Ook kwam Rick Rubin 'terug' als producer van de band. Eerder produceerde hij met de band de studioalbums Blood Sugar Sex Magik, One Hot Minute, Californication, By The Way, Stadium Arcadium, I'm With You en verschillende compilatie-albums. De terugkeer van Frusciante was emotioneel voor hem.
Door de Coronapandemie is tussen 2020 en 2021 de productie tijdelijk stilgezet, waarna de band ongeveer 100 nummers had om mee te werken.

## Singles
Op 4 februari 2022 werd het album aangekondigd en de eerste single Black Summer uitgebracht. Op 4 maart volgde de tweede single Poster Child. Een week voor de release van Unlimited Love kwam de derde single uit: Not The One.

## Tour
Het album zal gepaard gaan met een tour langs 32 steden in Europa en de Verenigde Staten die gepland staat vanaf 4 juni 2022. De tour zal ook Nederland aandoen met een optreden in het Goffertpark op 10 juni, waar Thundercat en A$AP Rocky de support acts zullen zijn. Dit zal het eerste Nederlandse optreden in bijna 15 jaar zijn met gitarist John Frusciante.

## Lijst met nummers
Alle muziek en teksten zijn geschreven door Anthony Kiedis, Flea, John Frusciante en Chad Smith. 
| 1.                 | Black Summer                | 3:52 |
| 2.                 | Here Ever After             | 3:50 |
| 3.                 | Aquatic Mouth Dance         | 4:20 |
| 4.                 | Not the One                 | 4:26 |
| 5.                 | Poster Child                | 5:16 |
| 6.                 | The Great Apes              | 5:03 |
| 7.                 | It's Only Natural           | 5:43 |
| 8.                 | She's a Lover               | 3:41 |
| 9.                 | These Are the Ways          | 3:56 |
| 10.                | Whatchu Thinkin'            | 3:40 |
| 11.                | Bastards of Light           | 3:38 |
| 12.                | White Braids & Pillow Chair | 3:40 |
| 13.                | One Way Traffic             | 4:10 |
| 14.                | Veronica                    | 4:28 |
| 15.                | Let 'Em Cry                 | 4:23 |
| 16.                | The Heavy Wing              | 5:31 |
| 17.                | Tangelo                     | 3:27 |
| Totale duur: 73:04 |                             |      |

| Nr. | Titel      | Duur |
| --- | ---------- | ---- |
| 18. | Nerve Flip |      |

## Personeel

### Red Hot Chili Peppers
- Michael Balzary (Flea)– basgitaar
- John Frusciante – gitaar, achtergrondzang
- Anthony Kiedis – zang
- Chad Smith – drums, percussie

### Sessiemuzikanten
- Matt Rollings – piano ('Black Summer')
- Cory Henry – orgel ('Poster Child')
- Lenny Castro – percussion ('Poster Child')

### Productie
- Rick Rubin – productie
- Ryan Hewitt – mixing
- Bernie Grundman – mastering
- Vlado Meller – mastering
- Jeremy Lubsey – assistent mastering
- Gage Freeman – coördinator productie
- Eric Lynn – assistent productie
- Chris Warren – technicus
- Lawrence Malchose – studio technicus
- Charlie Bolois – studio technicus
- Henry Trejo – studio technicus
- Sami Bañuelos – band assistent